# دلتارون
دلتارون (به انگلیسی: Deltarune) یک بازی ویدئویی نقش‌آفرینی است که توسط توبی فاکس ساخته شده‌است. بازیکن، انسانی را به نام کریس کنترل می‌کند که در جهانی زندگی می‌کند که ساکنانش هیولاها هستند. کریس و یکی از همکلاسی‌هایش به نام سوزی، در یک مکان ناشناخته به نام «جهان تاریک» سقوط می‌کنند. در آنجا آنها با رالزی، شاهزاده ای از دنیای تاریک آشنا می‌شوند. او به آن دو اطلاع می‌دهد که آنها قهرمانانی هستند که معین شده جهان را نجات دهند. این سه نفر در طول تلاش برای بستن فواره‌های تاریک، با اهالی جهان تاریک روبه‌رو می‌شوند که خودشان را «دارکنر» می‌نامند. برخی از دارکنرها سعی می‌کنند که جلوی آنها را بگیرند. سیستم مبارزه مبتنی بر حملات جهنم گلوله است که بازیکن باید از آنها فرار کند. رویارویی با دشمنان را، می‌توان هم از راه مسالمت آمیز و هم از راه خشونت‌آمیز حل نمود.
توسعهٔ دلتارون از سال ۲۰۱۲ آغاز شد؛ یعنی سه سال پیش از انتشار بازی قبلی فاکس، آندرتیل. سیستم نبرد از آندرتیل بازسازی گشت و شبیه همان مواردی است که در بازی‌های فاینال فانتزی استفاده شده‌است. بخش اول بازی در تاریخ ۳۱ اکتبر ۲۰۱۸ به صورت رایگان برای مایکروسافت ویندوز و مک‌اواس منتشر شد؛ نسخه‌های نینتندو سوئیچ و پلی‌استیشن ۴ در تاریخ ۲۸ فوریه ۲۰۱۹ منتشر شدند. بخش دوم بازی، سرانجام در سپتامبر ۲۰۲۱ در همان پلتفرم‌ها منتشر شد. موسیقی متن، شخصیت‌ها و حس شوخ‌طبعی اثر مورد ستایش منتقدان قرار گرفت.

## گیم‌پلی

برخلاف آندرتیل، دلتارون شامل یک سیستم چند عضوی است، یک نوار «تی‌پی» (نقاط تنش)، توانایی دفاع، استفاده از جادو، و همچنین تعمیرات اساسی گرافیکی.

مانند آندرتیل، دلتارون یک بازی ویدئویی نقش‌آفرینی با یک چشم‌انداز بالا-پایین است. بازیکن مستقیماً انسانی را به نام کریس کنترل می‌کند، اما همچنین ممکن است اقداماتی را برای شخصیت‌های دیگر بازی انتخاب کند. همانند آندرتیل، دلتارون شامل پازل‌ها و بولت‌هل است و در آن بازیکن باید قلبی را که درون یک جعبه است حرکت دهد و از حملات جلوگیری کند. در این بازی، سیستم برخورد تصادفی با هیولاها که در آندرتیل وجود داشت، حذف شده‌است؛ اکنون بازیکنان می‌توانند دشمنان را مستقیم در محیط ببینند و از کنار آنها فرار کنند.
مبارزات نوبتی است. بازیکنان می‌توانند هر یک از این کارها را انتخاب کنند: مبارزه، انجام یک کار یا رفتار، عفو، استفاده از یک آیتم، یا دفاع، که آسیب وارد شده را کاهش می‌دهد. گذشتن از حملات به صورت آهسته بدون لمس آنها، نشانگر نقاط تنش (تی‌پی) را افزایش می‌دهد، که به اعضای گروه امکان استفاده از جادوها و اعمال خاصی را می‌دهد. برای مثال، رالزی می‌تواند با آواز خواندن، دشمنان را بخواباند. هنگامی که سلامت (اچ‌پی) یکی از اعضای گروه به ۰ می‌رسد، او روی زمین می‌افتد و دیگر قادر به جنگ نخواهند بود. اچ‌پی اعضای سقوط کردهٔ گروه، تا رسیدن به ۱ به‌طور خودکار احیا می‌شود. آیتم‌های شفابخش یا طلسم شفابخش رالزی نیز باعث احیای آن‌ها خواهد شد.
در حالی که بازی اغلب بازیکن را تشویق می‌کند که از جنگ و دعوا دوری کند و هیولاها را ببخشد، این کار گاهی در فصل اول دشوار می‌شود: سوزی-که در ابتدا توسط بازیکن کنترل نمی‌شود-به جای اینکه دشمنان را عفو کند، به آنها حمله می‌کند؛ بنابراین در صورتی که بازیکن بخواهد به دشمنان رحم کند، باید به آنها در مورد حملات سوزی هشدار دهد.

## داستان

### فصل اول – سرآغاز
با شروع بازی، از بازیکن دعوت می‌شود که یک آواتار بسازد. با این حال، پس از اتمام، بازی آواتار را حذف می‌کند و به بازیکن اطلاع می‌دهد که «هیچ‌کس در این جهان نمی‌تواند انتخاب کند که چه کسی است.»
بازیکن داستان را به عنوان کریس شروع می‌کند، یک انسان جوان که در روستایی زندگی می‌کند که بیشترین ساکنان آنجا هیولا هستند. او با مادرخواندهٔ خود توریل زندگی می‌کند که او نیز یک هیولا است. توریل کریس را به مدرسه می‌برد. پس از اینکه کریس با سوزی، یک هیولای بزهکار، برای یک پروژهٔ گروهی همگروه می‌شود، معلم آنها، الفیز، آن دو را می‌فرستد تا از اتاقک تدارکات گچ بیاورند. به محض اینکه وارد اتاقک می‌شوند، پای هر دوی آن‌ها به «جهان تاریک» کشیده می‌شود. در آنجا، آن‌ها با رالزی، شاهزادهٔ تاریکی ملاقات می‌کنند. او به آن‌ها می‌گوید که هر سه تای آن‌ها قهرمانانی هستند که معین شده که فواره‌های تاریک را ببندند (فواره‌هایی از انرژی تاریک) تا در آن جهان تعادل ایجاد کنند. با این حال، پادشاه کنترل جهان تاریک را به دست گرفته‌است و مصمم است که تاریکی را گسترش دهد.
سوزی تصمیم می‌گیرد که کمکی نکند، و فقط می‌خواهد به دنیای خودش برگردد. پیش از اینکه او بتواند آنجا را ترک کند، هر سه با پسر پادشاه، لنسر روبه‌رو می‌شوند، که سعی می‌کند جلوی پیشرفت آن‌ها را بگیرد. در نهایت سوزی تصمیم می‌گیرد که به لنسر ملحق شود و کریس و رالزی را به حال خود رها می‌کند. همان‌طور که کریس و رالزی راهشان را به قلعهٔ پادشاه پیدا می‌کنند، سوزی با لنسر دوست می‌شود، و هر چهار نفر در نهایت یک تیم می‌شوند. پس از اینکه آن‌ها می‌فهمند که مجبورند با پادشاه مقابله کنند، لنسر به سمت قلعه فرار می‌کند. لنسر از رویارویی با پدرش امتناع می‌کند و نمی‌خواهد سوزی و پادشاه به یکدیگر آسیب برسانند، بنابراین دوستان جدید خود را در سیاهچال قلعهٔ پادشاه زندانی می‌کند.
سوزی از سیاه‌چال فرار می‌کند و با لنسر مقابله می‌کند، در ادامه لنسر به سوزی توضیح می‌دهد که او فقط می‌خواست سوزی و پادشاه را از آسیب رساندن به یکدیگر بازدارد. سوزی به لنسر قول می‌دهد که به پادشاه صدمه ای نخواهد زد. کریس، سوزی و رالزی به بالای قلعه می‌روند و با پادشاه می‌جنگند. در نهایت، پادشاه از خستگی به زمین می‌افتد و رالزی به او ترحم می‌کند و با جادو او را معالجه می‌کند. با این حال، پادشاه به سرعت به سه قهرمان حمله کرده و آن‌ها را از پا درمی‌آورد. اگر بازیکن در طول بازی بدون خشونت دشمنان را رد کرده باشد، لنسر با ساکنان این جهان تاریک بر ضد پادشاه قیام می‌کند و او را زندانی می‌کند، و به جای پدرش فرمانروای جهان تاریک می‌شود. در غیر این صورت، سوزی، پادشاه را با استفاده از طلسم آرام کردن رالزی می‌خواباند.
کریس فوارهٔ تاریک را می‌بندد تا او و سوزی بتوانند به دنیای خودشان برگردند. در آنجا، سوزی خداحافظی کرده، و به بازگشت به جهان تاریک ابراز علاقه می‌کند. بازیکن می‌تواند قبل از اینکه کریس به خانه برگردد و بخوابد، در شهر گشتی بزند. آن شب، کریس در رختخواب می‌لرزد، سپس بر روی زمین می‌افتد و لنگان لنگان به مرکز اتاق می‌رود. کریس به صورت غیرمنتظره دستش را در سینه اش فروکرده و جان قلبی شکل خود را از جا می‌کند و آن را در یک قفس پرنده در گوشهٔ اتاق پرت می‌کند. بازیکن می‌تواند جان را درون قفس پرنده حرکت دهد، اما نمی‌تواند کار دیگری انجام دهد. کریس چاقویی بیرون می‌کشد و صورت خود را به سمت بازیکن برمی‌گرداند و درحالی که چشمانش کاملاً قرمز شده، لبخند می‌زند.

### فصل دوم – یک دنیای سایبری
روز بعد، کریس و سوزی به دنیای تاریک برمی‌گردند تا اطمینان حاصل کنند که آنجا واقعی بوده‌است. آنها با رالسی ملاقات می‌کنند و در «شهر قلعه» که به‌طور قابل توجهی گسترش یافته‌است، گشت و گذار می‌کنند. در نهایت، سوزی به این موضوع اشاره می‌کند که او و کریس، تکالیفی دارند که باید انجامشان دهند. این حرف سوزی، باعث می‌شود رالسی از آن دو بخواهد که دنیای تاریک را ترک کنند و با همکلاسی‌هایشان، نوئل (که همسایه و دوست دوران کودکی کریس است) و بِردلی روی پروژهٔ مدرسه‌شان کار کنند.
کریس و سوزی به آزمایشگاه کامپیوتر کتابخانه می‌روند. آن دو در آنجا دنیای تاریک دیگری به نام «دنیای مجازی» پیدا می‌کنند و به درون آن می‌پرند. در آنجا، آنها چیزهایی در مورد ملکه ای می‌شنوند (که نقش آنتاگونیست اصلی این فصل از بازی را دارد) و بلافاصله با او ملاقات می‌کنند. ملکه، نوئل را می‌رباید و بردلی داوطلبانه به او می‌پیوندد.
اعضای گروه از هم جدا می‌شوند و کریس به نوئل کمک می‌کند تا از ملکه فرار کند، اما ملکه آنها را پیدا کرده و همه را زندانی می‌کند. کریس و سوزی با کمک لنسر فرار می‌کنند، اما لنسر مدتی بعد تبدیل به سنگ می‌شود، زیرا در دنیای تاریک اشتباهی قرار دارد (رالسی توضیح می‌دهد که دارکنرها توسط فوارهٔ تاریک دنیای خودشان زنده نگه داشته می‌شوند و در دنیاهای دیگر، در نهایت به مجسمه تبدیل می‌شوند). آنها بردلی را متقاعد می‌کنند که به آنها بپیوندد. ملکه، بردلی را اسیر می‌کند و گروه با ملکه وارد جنگ می‌شوند.
پس از آزاد شدن بردلی، ملکه از منطقه فرار می‌کند. او در مورد ماهیت فواره‌های تاریک صحبت می‌کند و نشان می‌دهد که هر لایتنر می‌تواند با استفاده از نیروی اراده (Determination) یک فوارهٔ تاریک باز کند. ملکه با لباس رباتی غول پیکر خود به آنها حمله می‌کند و باس فایت نهایی شروع می‌شود. نبرد به سبک بازی مبارزه‌ای پانچ اوت!! انجام می‌شود. در نهایت، ملکه موفق می‌شود آنها را شکست دهد. او به نوئل می‌گوید که فوارهٔ تاریک جدیدی ایجاد کند تا بتوانند امپراتوری خودشان را تشکیل دهند؛ اما نوئل از او سرپیچی می‌کند و به ملکه می‌گوید که پیروی از او باعث خوشحال شدنش نمی‌شود و تا زمانی که تحت کنترل او باشد هرگز شاد نخواهد بود.
ملکه قبل از تمام شدن باتری روباتش، با درک خطا بودن روش خود، به نوئل می‌گوید که او را نادیده بگیرد و با قدرت خود دنیایی را انتخاب کند که او را خوشحال می‌کند. سپس بردلی تلاش می‌کند فواره‌ای دیگر بسازد، اما رالسی جلوی او را می‌گیرد و به او و بقیه دربارهٔ رویدادی به نام «خروش» هشدار می‌دهد (یک رویداد فاجعه بار، ناشی از باز شدن فواره‌های تاریک بسیار که سبب فرورفتن جهان در هرج‌ومرج و به وجود آمدن موجوداتی به نام تایتان می‌شود). ملکه این را می‌شنود و می‌گوید که از این موضوع اطلاعی نداشته و تصمیم می‌گیرد نقشه‌های خود را رها کند. بردلی از نوئل بابت اینکه دوباره برایش دردسر درست کرد عذرخواهی می‌کند. نوئل از اینکه ملکه و بردلی بالاخره احساساتش را درک می‌کنند خوشحال می‌شود.
کریس و سوزی فوارهٔ تاریک جدید را می‌بندند و کریس، ملکه و پیروانش را به «شهر قلعه» منتقل می‌کند. کریس، سوزی، نوئل و بردلی در آزمایشگاه کامپیوتر بیدار می‌شوند. نوئل و بردلی فکر می‌کنند که تمام این ماجراجویی‌ها یک رؤیا بوده‌است. سوزی و کریس، با هم به سمت خانهٔ کریس می‌روند و سوزی توسط توریل، مادر کریس، به خانه‌شان دعوت می‌شود. کریس به بهانهٔ شستن دستانش، به دستشویی می‌رود و در آنجا، دوباره جان خود را از بدنش درمی‌آورد و از پنجره بیرون می‌رود. پس از اینکه کریس بازمی‌گردد و جان خود را به بدنش برمی‌گرداند، توریل متوجه می‌شود که لاستیک‌های ماشینش بریده بریده شده‌اند، بنابراین نگران شده و مدتی بعد با پلیس تماس می‌گیرد و به سوزی پیشنهاد می‌کند که شب را در آنجا بماند. پس از اینکه همه به خواب رفتند، کریس یک بار دیگر جان خود را از بدنش درمی‌آورد. او در خانه را کمی باز می‌کند، تلویزیون اتاق نشیمن را روشن می‌کند و با چاقوی خود، یک فوارهٔ تاریک ایجاد می‌کند که کل اتاق را در غبار سیاه می‌پوشاند. آخرین چیزی که می‌توان دید، صفحهٔ برفکی تلویزیون و لبخند شیطانی روی آن است. سپس، صفحهٔ نمایش برای چند لحظه قبل از پخش تیتراژ پایانی کاملاً سیاه می‌شود.
اگر بازیکن، آیتم‌های خاصی را به دست آورد و نوئل را مجبور به کشتن همهٔ دشمنان با جادوی یخ کند، یک مسیر داستانی جایگزین (که معمولاً مسیر «عجیب و غریب»، «اسنوگریو»، «قتل‌عام»، یا «پیپس» نامیده می‌شود) رخ می‌دهد. بازیکن، نوئل را فریب می‌دهد و از او سوءاستفاده می‌کند و مجبورش می‌کند که پازل‌ها را حل کند. بازیکن با اسپمتون معامله می‌کند تا نوئل را قوی‌تر کند. پس از اینکه بردلی با نوئل و کریس روبه‌رو می‌شود، نوئل مجبور می‌شود او را با طلسم «اسنوگریو» منجمد کند. سپس نوئل کریس را ترک می‌کند، زیرا از اعمال خودش وحشت‌زده و آشفته شده است. در این مسیر، به جای اینکه ملکه گروه را اسیر کند، قلعه‌اش توسط اسپمتون تسخیر می‌شود. نوئل آنقدر خسته است که نمی‌تواند در نقشه‌های ملکه مشارکت کند و رالسی همان اول ملکه را از «خروش» مطلع می‌کند و مانع مبارزه با او می‌شود. سپس کریس به سوی فوارهٔ تاریک می‌رود تا آن را ببندد، اما توسط «اسپمتون نیو» که به تازگی ارتقا یافته‌است متوقف می‌شود. اسپمتون نیو قصد دارد فوارهٔ تاریک را باز نگه دارد، بنابراین با کریس مبارزه می‌کند. بازیکن درخواست کمک می‌کند، اما سوزی و رالسی پاسخی نمی‌دهند. اسپمتون نیو بازیکن را به دلیل اینکه فکر می‌کند پس از تمام کارهایی که کرده، دیگران به کمکش می‌آیند، سرزنش می‌کند؛ اما نوئل از راه می‌رسد و اسپمتون را منجمد می‌کند. در دنیای نور، بردلی بی‌حرکت و بدون واکنش در آزمایشگاه کامپیوتر یافت می‌شود و نوئل شروع به زیر سؤال بردن ماهیت «کابوس» خود می‌کند (در ابتدا نوئل فکر می‌کرد که تمام این ماجراجویی‌ها یک کابوس بوده است).